# Naidonivka (Naidonivka), Krasnohvardiiske
Naidonivka (în ucraineană Найдьонівка) este localitatea de reședință a comunei Naidonivka din raionul Krasnohvardiiske, Republica Autonomă Crimeea, Ucraina.

## Demografie
Componența lingvistică a localității Naidonivka
     Rusă (65,92%)
     Tătară crimeeană (17,66%)
     Ucraineană (15,34%)
     Alte limbi (0,36%)
Conform recensământului din 2001, majoritatea populației localității Naidonivka era vorbitoare de rusă (65,92%), existând în minoritate și vorbitori de tătară crimeeană (17,66%) și ucraineană (15,34%).